# اسوالد کارچ
اُسوالد کارْچ (آلمانی: Oswald Karch؛ زادهٔ ۶ مارس ۱۹۱۷ در لودویگسهافن، درگذشتهٔ ۲۸ ژانویهٔ ۲۰۰۹) رانندهٔ مسابقات اتومبیل‌رانی فرمول یک اهل آلمان بود که در فصل ۱۹۵۳ در مجموع در یک گراند پری شرکت کرد، اما موفق به کسب هیچ امتیازی نشد.
کارچ در ۲۸ ژانویهٔ ۲۰۰۹ درگذشت.